# Chris Lane
Pour les articles homonymes, voir Lane.
Chris Lane, né le 9 novembre 1984 à Kernersville en Caroline du Nord, est un chanteur de musique country américain.

## Biographie

### Jeunesse
Chris Lane naît à Kernersville. Après le lycée, il rejoint l'université de Caroline du Nord à Charlotte où il intègre l'équipe de baseball. Après une blessure au ligament croisé antérieur, et malgré plusieurs chirurgies de reconstruction, il doit renoncer à son rêve de passer professionnel.

### Carrière
Chris Lane commence sa carrière musicale en tant que leader du Chris Lane Band, qu'il compose aux côtés de son frère jumeau Cory Lane (batterie), Joseph Pope (guitare), Dean Kreseski (guitare) et Tom Sale (basse). Leur album Let's Ride, sorti en 2012, atteint le Top albums country.
En 2014, Chris Lane délivre Broken Windshield View, son premier single en solo. Le single se classe parmi les chansons les plus téléchargées sur iTunes la semaine de sa sortie avec 11 247 téléchargements. Le chanteur signe avec le label Big Loud Mountain peu après. Le 13 novembre 2015, il sort son premier projet solo, Fix EP, un EP 6 titres. Son premier album studio, intitulé Girl Problems, paraît le 5 août 2016 et atteint la 55e place du Billboard 200.
Le 13 juillet 2018, Chris Lane délivre Laps Around the Sun, son second album studio, porté par le single Take Back Home Girl en collaboration avec Tori Kelly,. L'album se place à la 83e place du Billboard 200 à l'issue de sa première semaine d'exploitation.
En juin 2023, Chris Lane signe avec le label Red Street Records. Il sort l'EP 5 titres From Where I'm Sippin' 4 mois plus tard.

## Vie privée
Chris Lane est marié à Lauren Bushnell, gagnante de la 20e saison de The Bachelor. Le couple a deux fils.

## Discographie

### Albums studio
- 2016 : Girl Problems
- 2018 : Laps Around the Sun

### EPs
- 2015 : Fix EP
- 2023 : From Where I’m Sippin'

### Singles
| Année | Titre                                  | Classement au Billboard Hot 100 | Certification |
| ----- | -------------------------------------- | ------------------------------- | ------------- |
| 2015  | For Her                                | 92                              | Platine       |
| 2016  | Fix                                    | 65                              | Platine       |
| 2017  | Take Back Home Girl (feat. Tori Kelly) | 55                              | 2 × Platine   |
| 2018  | I Don't Know About You                 | 39                              | 3 × Platine   |
| 2019  | Big, Big Plans                         | 42                              | 2 × Platine   |